# Аджар, Кузгун
Кузгун Аджар (полное имя Абдюлахет Кузгун Четин Аджар, 28 февраля 1928 — 4 февраля 1976) — турецкий скульптор, известный своими работами из металла.

## Биография
Родился в Стамбуле в семье Назми Аджара и его жены Айше Зехры. Жил в бедности. В 1953 году окончил Академию изящных искусств (в настоящее время университет изящных искусств имени Мимара Синана). Учился у Рудольфа Беллинга. Свои скульптуры он производил из железа, гвоздей, проволоки и дерева. Значительную часть работ Аджара, испытавшего влияние Хади Бары, составляют абстрактные фигуры. В 1955 году Аджар женился на Мюнире Абдусеф. В 1965 году он женился второй раз, его избранницей стала Бильге Беркер, которая в 1966 году родила от Аджара сына Юнуса. В третий раз Аджар женился в 1971 году на Ферсе Пулхан.
Умер 4 февраля 1976 года от внутримозгового кровоизлияния после падения со стремянки. Похоронен на кладбище Зинджирликую.

### Профессиональная деятельность
Создавал скульптуры, используя арматурную сетку. Изучал живопись в стамбульском лицее Ататюрка. В 1957 году представил свои работы на «American news Center». В 1958-59 годах экспериментировал, создавая формы с использованием арматурной сетки, гвоздей, металлических частей и соединяя их путём газовой сварки. В 1961 году Аджар за свои работы из гвоздей получил премию Парижского биеннале. Также он получил одну из двух стипендий для молодых артистов. После этого Аджар в течение года работал в Париже. В 1962 году его работы выставлялись в Музее современного искусства. После возвращения в Турцию за свои работы из железа Аджар получил главную премию на 23-й государственной выставке живописи и скульптуры. В 1966 году создал свою самую известную скульптуру «Птицы» (тур. Kuşlar).

### Политическая деятельность
Придерживался левых взглядов. После того, как Аджар в 1960-х годах вступил в Рабочую партию, спрос на его работы упал, ему пришлось работать рыбаком и барменом. Он присоединился к уличному театру «Движение за революцию» (тур. Devrim İçin Hareket), выступавшему на площадях, забастовках и акциях протеста в 1968 году. Также Аджар участвовал в съёмках организованного газетой «Milliyet» документального фильма «Мост к Большому Забу, а не Босфору» (тур. Boğaz'a Değil Zap Suyu'na Köprü). После переворота 1971 года Аджара несколько раз арестовывали.